# 杜瀚滔
杜瀚滔（To Hon To，1989年4月4日—），生於香港，香港足球運動員，司職前鋒，目前效力Konger FC。

## 球員生涯
杜瀚滔生於香港在大埔居住及長大，幼時居住大埔市中心，中學時代於沙田區體育名校仁濟醫院董之英紀念中學就讀，協助校隊三次奪得香港學界精英足球賽冠軍，他個人亦於2005–06年度及2007–08年度，兩度獲得「最佳射手」榮譽。2006年，杜瀚滔以17歲之齡代表流浪於甲組亮相。2008年流浪降班後，杜瀚滔與大部分隊友跟隨總監李輝立加盟新軍四海。2009年夏天，杜瀚滔轉投其成長地大埔的地區球會和富大埔。2013年夏天，杜瀚滔加盟香港甲組聯賽球隊傑志。2015年轉投香港超級聯賽球隊灝天黃大仙。
2017年轉投香港甲組聯賽球會東昇足球會。
2019年1月，杜瀚滔轉投香港甲組聯賽球會南華。

## 國際賽
杜瀚滔入選香港奧運足球代表隊，參加2012年奧運足球預賽。2011年2月23日晚上，在香港大球場舉行的亞洲區首圈首回合主場對馬爾代夫奧運隊，杜瀚滔個人梅開二度，協助香港奧運隊以4－0大勝馬爾代夫，旗開得勝。

## 退役生活
- 曾從事物流業，效力於晉華物流有限公司。
- 並加入港人足球隊Konger FC, 破天荒首次有港人註冊球會參加英格蘭足總旗下賽事

## 榮譽
大埔
- 香港高級組銀牌冠軍（2012–13季度）

傑志
- 香港甲組足球聯賽冠軍（2013–14季度）
- 香港聯賽盃冠軍（2014–15季度）
- 香港足總盃冠軍（2014–15季度）
- 香港超級聯賽冠軍（2014–15季度）

香港代表隊
- 港澳埠際足球賽冠軍（2008、2009年）

個人
- 香港學界精英足球賽最佳射手（2005-06、2007–08季度）
- 香港足球明星選舉 最佳青年球員（2010–11季度）

## 外部連結
- 香港足球總會網頁球員註冊資料 （页面存档备份，存于）
- 大埔足球會官方網頁
- 有線新聞  -  兒子成杜瀚滔動力衝上高峰[永久]